# Salamina (kommun i Colombia, Magdalena, lat 10,50, long -74,70)
Salamina är en kommun i Colombia.   Den ligger i departementet Magdalena, i den norra delen av landet, 700 km norr om huvudstaden Bogotá. Antalet invånare är 8 404.